# Kurgan (a halhatatlan)
Kurgan egyike a Hegylakó című film halhatatlanjainak.

## Élete
Kurgan i. e. 1005-ben született a mai Oroszország területén. Apja nem hajlandó felnevelni, ezért egy kővel bezúzza a fejét. Kurgan magához tér, hazamegy és megöli az apját. 12 évesen megszökik otthonról és banditának áll. Ő talán az egyetlen halhatatlan, aki öregedett első halála után. Tizenhárom évig fosztogatja bandájával a Mediterránum és India közti kereskedelmi utakat, mígnem találkozik egy „sivatagi arabbal”, aki elmondja neki mi is ő valójában. Miután mindent megtanul tőle, Kurgan álmában lefejezi mesterét.
A mongol származású halhatatlan ezután évszázadokig a különböző ázsiai nomád népek között él. i. e. 750 körül Babilonban találkozik egy másik halhatatlannal az egyiptomi Tak-Nevel, aki halálos ellenségévé válik. 440 körül a hunok társaságában érkezik Európába. Fokozatosan akklimatizálódik és felveszi a nyugati civilizáció alapszabályait. 1400 körül Firenzében a nagyhatalmú Borgia család udvarában tölti az idejét, majd innen is tovább áll. 1453 és 1535 között az Moszkvában tengeti magányos életét és tizedeli az orosz halhatatlanokat. Ezután meggyilkolja Juan Ramirez tanítványát és egy „új” halhatatlan Connor MacLeod felkutatására indul nyilvánvaló céllal. Ám Ramírez előbb talál rá és kitanítja az ifjú skótot. Kurgan egy évvel később a nyomukra akad, és párbajban legyőzi a legendás kardforgató spanyolt. McLeod bosszút esküszik ellene. 1700-ban ismét elhagyja Európát, és Nyugat-Afrikába megy. 1756 után nyom nélkül eltűnik és a halhatatlanok történetét feljegyző Figyelők csak 1984-ben akadnak ismét a nyomára, amikor is New Yorkba érkezik, ahol Conor McLeod is él. Ám ez a végzetét is jelenti. 1985 áprilisában a skót fejét veszi és véget vet immáron 2996 éves garázdálkodásának.

## Fordítás
- Ez a szócikk részben vagy egészben  a   Kurgan (Highlander) című angol Wikipédia-szócikk fordításán alapul.  Az eredeti cikk szerkesztőit annak laptörténete sorolja fel. Ez a jelzés csupán a megfogalmazás eredetét és a szerzői jogokat jelzi, nem szolgál a cikkben szereplő információk forrásmegjelöléseként.